# Karang Anyar (Babat Toman)
Karang Anyar is een bestuurslaag in het regentschap Musi Banyuasin van de provincie Zuid-Sumatra, Indonesië. Karang Anyar telt 1243 inwoners (volkstelling 2010).